# Lánce
Lánce jsou národní přírodní památka v katastrálním území obce Omšenie v okrese Trenčín v Trenčínském kraji na Slovensku. Území bylo vyhlášeno v roce 1987 a jeho rozloha je 3,03 hektaru. Předmětem ochrany je terasa vápencového tufu s cennými druhy rostlin a měkkýšů.